# Christopher Chaplin
Christopher James Chaplin (* 8. července 1962 Lausanne) je švýcarský hudební skladatel a herec. Je nejmladším synem komika Charlieho Chaplina a jeho čtvrté manželky Oony O'Neillové. V roce 1991 hrál Franze Kafku v českém filmu Labyrint režiséra Jaromila Jireše. Ve filmu Úplné zatmění hrál zase francouzského básníka Charlese Crose. Jako skladatel spolupracoval například s německým hudebníkem Hansem-Joachimem Roedeliusem.

## Filmografie
- Where Is Parsifal? (1984)
- Till We Meet Again (1989)
- Gavre Princip – Himmel unter Steinen (1990)
- Labyrint (1991)
- Kryštof Kolumbus (1992)
- La piste du télégraphe (1994)
- Úplné zatmění (1995)
- Far from China (2001)
- Il cinema ritrovato: istruzioni per l'uso (2004)
- Je suis le ténébreux (2017)

## Diskografie
- Seven Echoes (2010)
- King of Hearts (2012)
- Je suis le Ténébreux (2016)
- Triptych in Blue (2017)
- Paradise Lost (2018)
- BJARMI (2019)